# Barbara E. Weißenberger

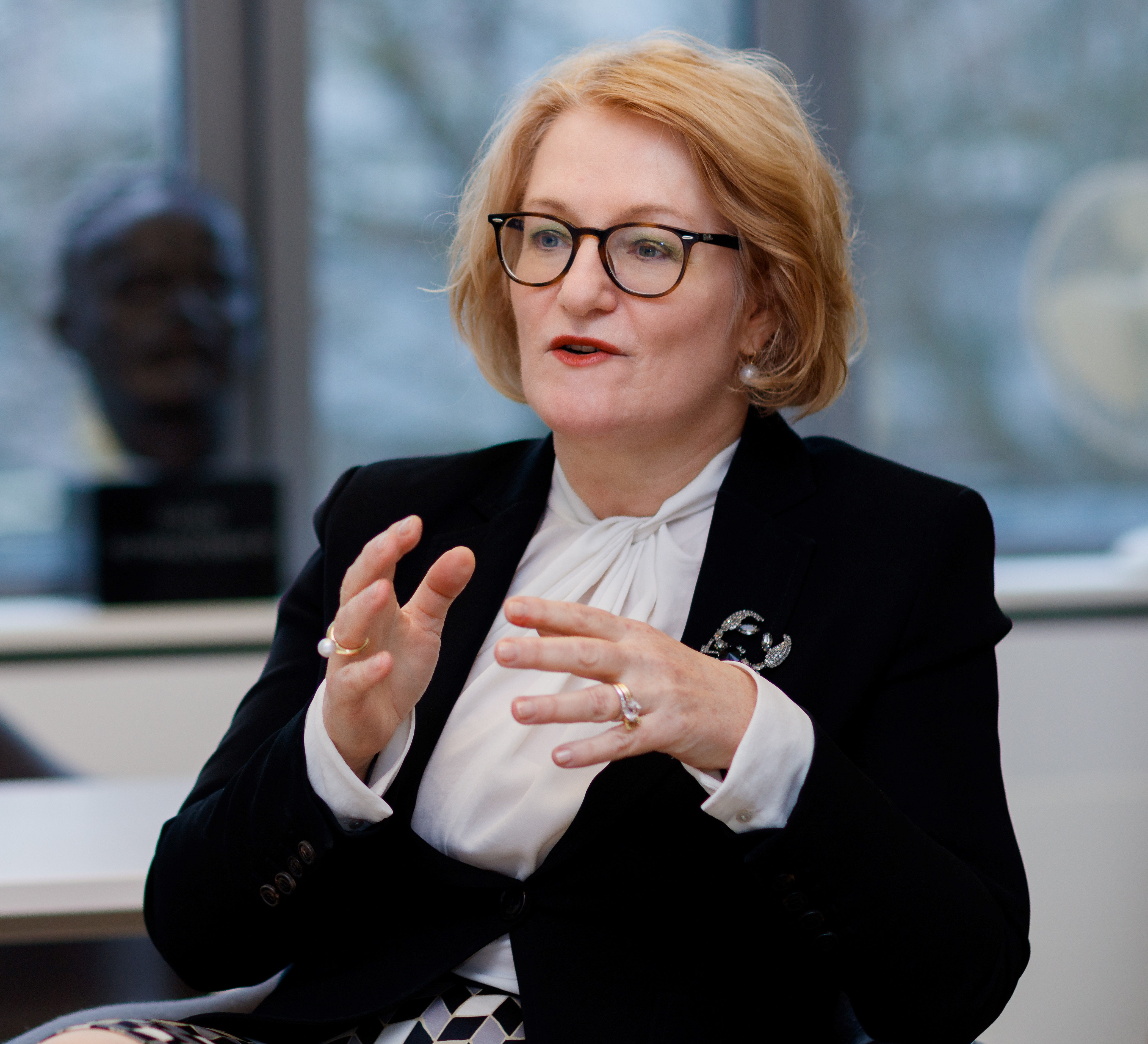
Barbara E. Weißenberger (2022)

Barbara E. Weißenberger (* 1967) ist eine deutsche Ökonomin. Sie ist Inhaberin des Lehrstuhls für Betriebswirtschaftslehre, insbes. Controlling und Accounting, an der Heinrich-Heine-Universität Düsseldorf sowie Affiliate Professor of Accounting an der Bucerius Law School Hamburg.

## Leben
Nach dem Abitur am Clara-Fey-Gymnasium in Bonn und einer Banklehre studierte Barbara E. Weißenberger von 1988 bis 1992 Betriebswirtschaftslehre mit dem Abschluss Diplom-Kauffrau an der WHU Otto-Beisheim-School of Management, Vallendar, der HEC Paris und der Kellogg School of Management, Evanston. Nach ihrer Promotion zum Dr. rer. pol. 1996 am Lehrstuhl für Controlling von Jürgen Weber an der WHU Otto-Beisheim-School of Management mit der Arbeit „Zur Informationsbeziehung zwischen Management und Rechnungswesen“ erhielt sie 2003 dort auch die Venia Legendi für das Fach Betriebswirtschaftslehre für ihre mit dem österreichischen Controller-Preis ausgezeichneten Schrift „Anreizkompatible Erfolgsrechnung im Konzern“. Unmittelbar danach wurde sie als Universitätsprofessorin an die Justus-Liebig-Universität Gießen als Nachfolgerin von Dietger Hahn auf den Lehrstuhl für Controlling berufen. Diesen hatte sie bis zu ihrem Wechsel an die Heinrich-Heine-Universität Düsseldorf 2014 inne. 2023 wurde Barbara E. Weißenberger für ihre bedeutenden Forschungsbeiträge zur Integration von interner und externer Rechnungslegung als ökonomische Grundlage einer ganzheitlichen finanziellen Führung mit dem ACA-Preis der Universität St. Gallen (ehem. Dr. Kausch-Preis) ausgezeichnet.

## Forschung
In der betriebswirtschaftlichen Forschung befasst sich Barbara E. Weißenberger mit der Ausgestaltung des Controllings als Teil der Unternehmenssteuerung (Management Control Systems). Mit ihrem Team erforscht sie gestaltungsorientierte Lösungsvorschläge für ein breites Spektrum an Fragen, wie beispielsweise zur Eignung IFRS-basierter Finanzkennzahlen als Finanzsprache für das Controlling, zur verhaltenstheoretischen Optimierung von Entscheidungs- und Steuerungsprozessen im Controlling oder zur Weiterentwicklung der Controlling- und Finanzfunktion im Zusammenhang mit neuen Entwicklungen wie Corporate Social Responsibility, Compliance oder digitaler Transformation bzw. dem Einsatz Künstlicher Intelligenz in der Unternehmenssteuerung. Die unter ihrer Betreuung entstandene Dissertationsschrift „Wertorientierte Steuerung dezentraler Entscheidungsträger im Produktlebenszyklus“ von Jochen A. Hönninger wurde 2011 mit dem Péter-Horváth-Controllingpreis ausgezeichnet. 2019 wurde Barbara E. Weißenberger vom DFG-Präsidium in das DFG-Expertengremium zum Aufbau einer nationalen Forschungsdateninfrastruktur (NFDI) berufen.

## Lehre
In der universitären Hochschullehre setzt sich Barbara E. Weißenberger insbesondere für eine forschungsorientierte betriebswirtschaftliche Lehre unter Nutzung moderner digitaler Technologien ein, zum Beispiel im Rahmen von Inverted Classroom-Konzepten. Hierfür wurde sie vom Stifterverband für die Deutsche Wissenschaft mit einer Fellowship für Innovationen in der digitalen Hochschullehre sowie mit dem Lehrpreis „hein@ward“ der Heinrich-Heine-Universität Düsseldorf für herausragendes Engagement und innovative Impulse im Bereich eLearning ausgezeichnet.

## Transfer
Barbara E. Weißenberger vertritt die These, dass betriebswirtschaftliches Führungswissen nicht nur Unternehmen im Wettbewerb erfolgreich macht, sondern auch unverzichtbarer Innovationsmotor für eine nachhaltige Wirtschaft und Gesellschaft ist, als Mitherausgeberin der 1947 gegründeten Fachzeitschrift „Der Betrieb“ sowie als Gründungsherausgeberin der Schmalenbach IMPULSE. Sie ist mit ihrem Team außerdem Wissenschaftspartnerin im CSR-Kompetenzzentrum für Wirtschaft & digitale Verantwortung in Nordrhein-Westfalen.

## Mitgliedschaften
Barbara E. Weißenberger ist Mitglied des Verbands der Hochschullehrer für Betriebswirtschaft, den sie von 2015 bis 2016 als Vorstandsvorsitzende leitete. In dieser Funktion betonte sie insbesondere die Bedeutung der universitären Betriebswirtschaftslehre nicht nur für die Ausbildung von Managern, sondern auch als Ideengeber für Wirtschafts- und Gesellschaftspolitik. Dazu verfasste sie mit den Ko-Autoren Burkhard Schwenker, Sönke Albers, Wolfgang Ballwieser und Tobias Raffel das 2021 im Vahlen-Verlag erschienene Sachbuch „Erfolgsfaktor Betriebswirtschaftslehre: Was sie leistet und warum wir sie brauchen“ und schreibt regelmäßig Kolumnen in der Rubrik „Der Betriebswirt“ der Frankfurter Allgemeinen Zeitung.
Sie ist außerdem Mitglied des Vereins für Socialpolitik sowie Mitglied der Schmalenbach-Gesellschaft für Betriebswirtschaft, in der sie seit 2019 Mitglied des Vorstands bzw. seit 2024 auch Mitglied des Präsidiums im Vorstand ist. Dort leitet sie den Schmalenbach-Arbeitskreis Digital Reporting und ist Mitglied im Schmalenbach-Arbeitskreis Internes Rechnungswesen. 2023 wurde Barbara E. Weißenberger als ordentliches Mitglied in den Senat der Heinrich-Heine-Universität Düsseldorf gewählt.